# Gand-Wevelgem 2008
Il Gand-Wevelgem 2008, settantesima edizione della corsa e valida come evento dell'UCI ProTour 2008, fu disputata il 9 aprile 2008, per un percorso totale di 209 km. Fu vinta dallo spagnolo Óscar Freire, al traguardo con il tempo di 4h53'06" alla media di 45,784 km/h.
Partenza a Deinze con 196 corridori di cui 182 portarono a termine il percorso.

## Squadre partecipanti
| N.      | Cod. | Squadra                          |
| ------- | ---- | -------------------------------- |
| 1-8     | ALM  | AG2R La Mondiale                 |
| 11-18   | AST  | Astana                           |
| 21-28   | BTL  | Bouygues Télécom                 |
| 31-38   | GCE  | Caisse d'Epargne                 |
| 41-48   | COF  | Cofidis, le Crédit par Téléphone |
| 51-58   | C.A  | Crédit Agricole                  |
| 61-68   | EUS  | Euskaltel-Euskadi                |
| 71-78   | FDJ  | Française des Jeux               |
| 81-88   | GST  | Team Gerolsteiner                |
| 91-98   | LIQ  | Liquigas                         |
| 101-108 | QST  | Quick Step                       |
| 111-118 | RAB  | Rabobank                         |
| 121-128 | SDV  | Saunier Duval-Scott              |

| N.      | Cod. | Squadra                      |
| ------- | ---- | ---------------------------- |
| 131-138 | SIL  | Silence-Lotto                |
| 141-148 | CSC  | Team CSC-Saxo Bank           |
| 151-158 | THR  | Team High Road               |
| 161-168 | LAM  | Lampre                       |
| 171-178 | MRM  | Team Milram                  |
| 181-188 | ASA  | Acqua & Sapone-Caffè Mokambo |
| 191-198 | BAR  | Barloworld                   |
| 201-208 | COS  | Cycle Collstrop              |
| 211-218 | LAN  | Landbouwkrediet-Tönissteiner |
| 221-228 | MIT  | Mitsubishi-Jartazi           |
| 231-238 | SKS  | Skil-Shimano                 |
| 241-248 | TSV  | Topsport Vlaanderen          |

## Ordine d'arrivo (Top 10)
| Pos. | Corridore          | Squadra       | Tempo    |
| ---- | ------------------ | ------------- | -------- |
| 1    | Óscar Freire       | Rabobank      | 4h53'06" |
| 2    | Aurélien Clerc     | Bouygues Tél. | s.t.     |
| 3    | Wouter Weylandt    | Quick Step    | s.t.     |
| 4    | Erik Zabel         | Milram        | s.t.     |
| 5    | Kenny Dehaes       | Topsport Vla. | s.t.     |
| 6    | Luca Paolini       | Acqua&Sapone  | s.t.     |
| 7    | José Joaquín Rojas | C. d'Epargne  | s.t.     |
| 8    | Stuart O'Grady     | CSC-Saxo Bank | s.t.     |
| 9    | Heinrich Haussler  | Gerolsteiner  | s.t.     |
| 10   | Roger Hammond      | High Road     | s.t.     |